# Elizabeth Dilling

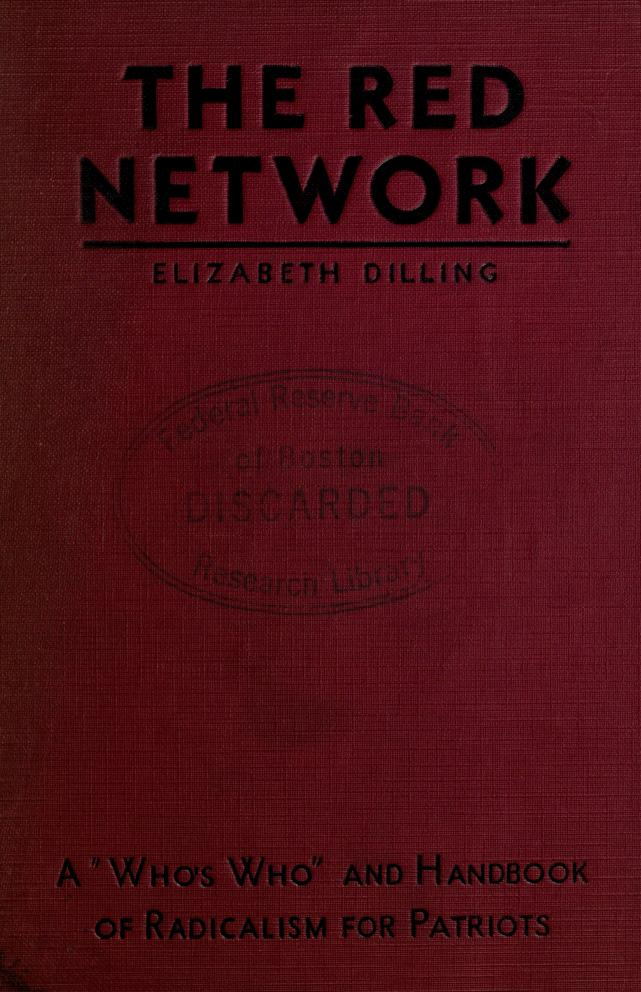
Portada de The Red Network (1934).

Elizabeth Dilling (19 de abril de 1894-26 de mayo de 1966) fue una activista y propagandista estadounidense, de ideología anticomunista y antisemita.

## Biografía
Nacida en Chicago el 19 de abril de 1894, en 1931 realizó un viaje por la Unión Soviética con su marido, que avivó su anticomunismo, motivado inicialmente por su intensa religiosidad. Fue autora de The Red Network; A "Who's Who" and Handbook of Radicalism for Patriots (1934); entre otras obras. Falleció en 1966.